# كريم كطافة
كريم كطافة، روائي وقاصّ عراقي، ولد عام 1961 في بغداد، العراق. مارس العمل الصحفي ونشر النقد الأدبي والعديد من الأعمال القصصية.

## أعماله
له أربع روايات:
- «ليالي ابن زوال» صدرت عن دار الشؤون الثقافية/ بغداد/2007
- «حمار وثلاث جمهوريات» صدرت عن منشورات الجمل/ بيروت/ 2008
- «حصار العنكبوت» صدرت عن دار نون للنشر/ رأس الخيمة- الإمارات العربية المتحدة
- «13 ساعة نزهة حرة» معروضة للنشر
- «قرابين الظهيرة» صدرت عن دار منشورات المتوسط / إيطاليا / 2017

إضافة إلى الكتابة الروائية، يكتب كريم كطافة القصة القصيرة والمقال الصحفي والسيناريو. كتب سيناريو فيلم (نصيرات) عن تجربة النساء المقاتلات في وحدات أنصار الحزب الشيوعي العراقي.